# Districte de Rheinfelden
El districte de Rheinfelden és un districte de Suïssa, al cantó d'Argòvia. El cap del districte és Rheinfelden, té 14 municipis, una superfície de 112.09 km² i 49.408 habitants (cens de 2023).

## Municipis

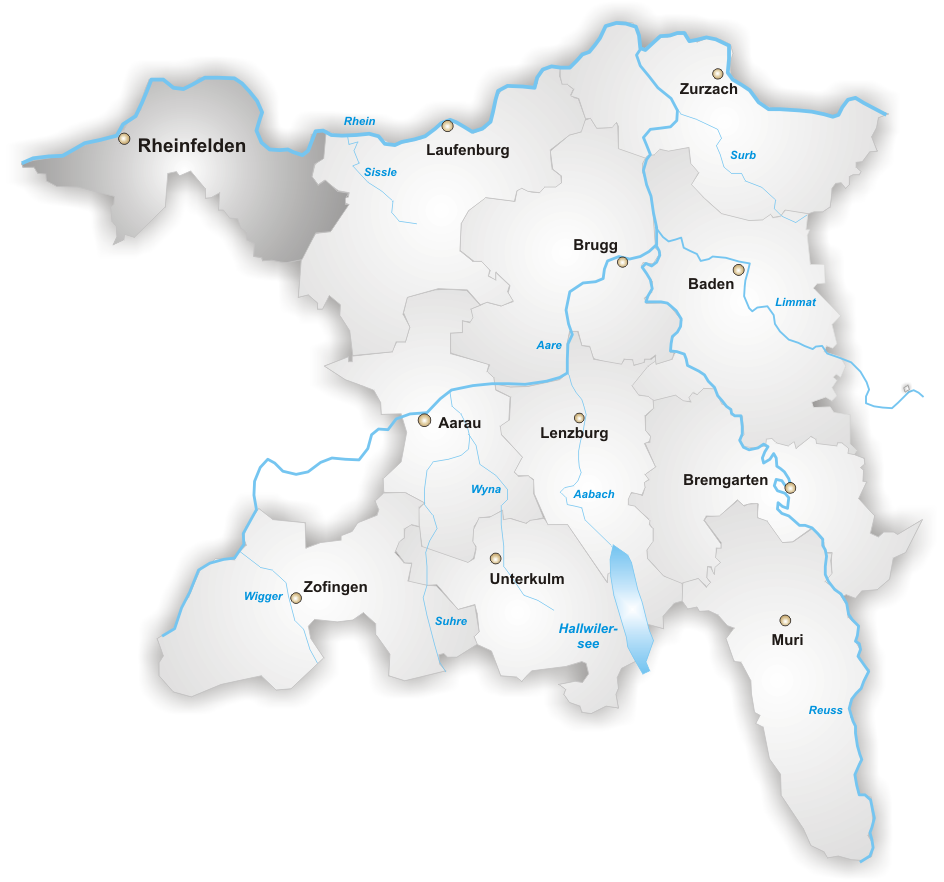
Districte de Rheinfelden

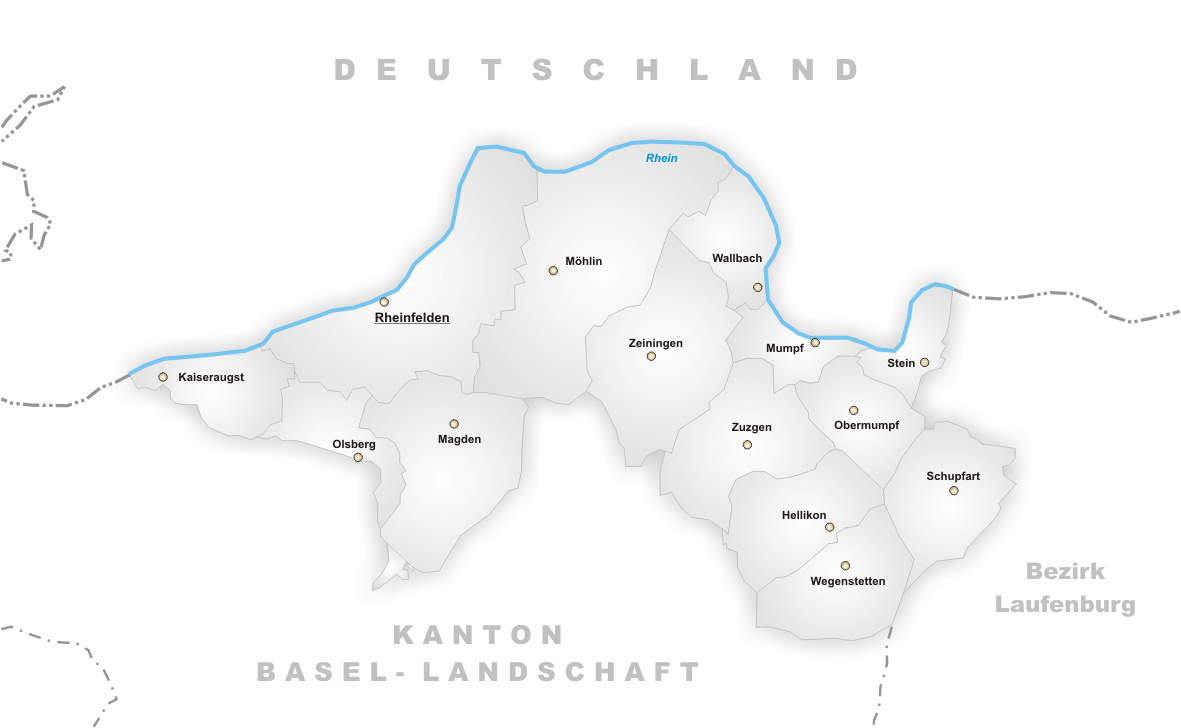
Municipis del districte de Rheinfelden

| Escut        | Municipi     | Habitants (31.12.2004) | Superfície en km² |
| ------------ | ------------ | ---------------------- | ----------------- |
| Hellikon     | Hellikon     | 750                    | 7,04              |
| Kaiseraugst  | Kaiseraugst  | 4 700                  | 4,91              |
| Magden       | Magden       | 3 249                  | 11,04             |
| Moehlin      | Möhlin       | 8 823                  | 18,79             |
| Mumpf        | Mumpf        | 1 268                  | 3,13              |
| Obermumpf    | Obermumpf    | 1 054                  | 5,06              |
| Olsberg      | Olsberg      | 358                    | 4,68              |
| Rheinfelden  | Rheinfelden  | 10 879                 | 16,12             |
| Schupfart    | Schupfart    | 723                    | 7,05              |
| Stein        | Stein        | 2 472                  | 2,83              |
| Wallbach     | Wallbach     | 1 619                  | 4,55              |
| Wegenstetten | Wegenstetten | 1 042                  | 7,12              |
| Zeiningen    | Zeiningen    | 2 026                  | 11,37             |
| Zuzgen       | Zuzgen       | 823                    | 8,40              |